# Samir Merdassi
Samir Merdassi, né le 15 mars 1959, est un ancien coureur cycliste tunisien. Fils du premier vainqueur du Tour de Tunisie, Béchir Merdassi, il figure parmi les meilleurs coureurs tunisiens de sa génération.
Actuellement, il fait partie du staff technique de la Fédération tunisienne de cyclisme.

## Parcours
C'est en octobre 1975 qu'il rejoint l'équipe de la Sotudiem de Georges Borg et s'illustre rapidement chez les débutants, ce qui lui permet de rejoindre le groupe des toutes catégories.
Il remporte sa première victoire le 19 juin 1976 et s'impose comme un rouleur. L'année suivante, il remporte neuf victoires dont la première coupe de Tunisie de cyclisme même s'il rate pour diverses raisons le Tour de Tunisie à plusieurs reprises.
Après la dissolution de sa première équipe, il rejoint les rangs du Monopole Athlétique Club avec lequel il remporte deux nouveaux titres de champion et il où termine sa carrière.

## Palmarès
- Champion de Tunisie : 1979, 1980, 1985, 1986
- Vainqueur de la coupe de Tunisie : 1977
- Vainqueur du mini-tour de Tunisie (interclubs) : 1984
- Meilleur tunisien du Tour de Tunisie : 1978, 1979
- Vainqueur d'une étape du Tour de Tunisie : 1985, 1986
- Vainqueur de deux étapes du Tour d'Arabie saoudite : 1982
- médaille d'or : Championnat arabe de cyclisme par équipe 1986
- Médaille de bronze : Championnat arabe de cyclisme par équipe 1984